# Калинова
Калино́ва (інша назва - Калиновський, пол. Kalinowa) — шляхетський герб руського (українського) походження).

## Опис
На червоному гербовому полі роздвоєна срібна стріла на нижніх кінцях якої знаходяться зірки.
Клейнод: на трьох срібних перах страуса така ж стріла з зіркам в пас.

## Роди
- Калиновські гербу Калинова.

Згідно з дослідженням Гайли такі родини користувалися даним гербом:
Аравінка, Сел, Філонович, Гуринович, Гурін, Гуринович, Калинович, Каліновський, Кольб, Кольбе, Колб, Мікіньський, Шілейко, Заремба.